# Pallenopsis desperado
Pallenopsis desperado is een zeespin uit de familie Pallenopsidae. De soort behoort tot het geslacht Pallenopsis. Pallenopsis desperado werd in 2005 voor het eerst wetenschappelijk beschreven door Bamber. 